# 斯蒂芬·考尔德
斯蒂芬·考尔德（英語：Stephen Calder，1957年12月1日—），生于美国底特律，加拿大男子帆船运动员。他曾代表加拿大参加1984年夏季奥林匹克运动会帆船比赛，获得一枚铜牌。